# Jaakko Nyberg
Jaakko Nyberg (Kemi, 19 dicembre 1980) è un ex calciatore finlandese, di ruolo difensore.

## Carriera
Iniziò la carriera nel Vaasan Palloseura, per poi passare ai norvegesi del Kongsvinger. Giocò al club fino al 2005, per trasferirsi poi al Bryne. Esordì nel club il 9 aprile 2006, quando fu titolare nel successo per 1-0 sul Løv-Ham. Il 16 luglio dello stesso anno, segnò la prima rete, nella sconfitta per 5-1 contro il Moss.
Il 20 febbraio 2009 lasciò la Norvegia e tornò in patria, per giocare nel Turun Palloseura.

## Palmarès

### Club

#### Competizioni nazionali
- Coppa di Finlandia: 1

TPS: 2010
- Liigacup: 1

TPS: 2012